# حالمی
حالمی یک روستا در ایران است که در شهرستان خوسف واقع شده‌است.